# 甲州 (ブドウ)
甲州（こうしゅう）は、山梨県（旧甲斐国）固有の白ぶどう品種。生食用またはワイン醸造用として栽培される兼用品種である。甲州葡萄とも呼ばれる。

## 歴史
日本での甲州種の発見時期には甲州市勝沼地域の上岩崎・下岩崎を発祥とする2つの伝承がある。
一方の説は、1186年（文治2年）に上岩崎の雨宮勘解由（あめみやかげゆ）という人物が、毎年3月27日に行われる石尊祭りに参加するために村内の山道を歩いていたところ、珍しい蔓草を発見したとする説である。雨宮勘解由はこの蔓草を家へ持ち帰って植えたところ、5年後に甘い果実がなったという。もう片方の説は雨宮勘解由に遡ること500年あまり、奈良時代の大僧行基がこの地に大善寺を建立した際に、ぶどうの木を発見したとする説である。これらの種が現在の甲州種であるとされている。江戸時代初期の甲斐の医師である永田徳本が、現在行われているぶどう棚による栽培法を考案したと言われている。
戦国期には日本におけるぶどう栽培を記したキリスト教宣教師の日記があるものの、考古学的には甲府盆地西部の大師東丹保遺跡から中世の野生種ぶどうが出土した事例があるのみである。甲府城下町からは栽培種ぶどうが出土しているが、考古学的な栽培種葡萄の移入経緯は解明されていない。文献史料においては江戸期には葡萄をはじめ桃、梨、柿、林檎、栗、石榴、銀杏（または胡桃）の甲州八珍果と呼ばれる内陸性気候に適応した果樹栽培が行われ地域産物として定着しており、荻生徂徠『甲州紀行』などの紀行文や『甲斐国志』などの地誌類には勝沼がぶどうの産地であることが記されており、食の図鑑である『本朝食鑑』や農学者としても知られる佐藤信淵らの紀行文中でも甲州物産の第一に挙げられている。
また、俳人松尾芭蕉は「勝沼や 馬子も葡萄を 食ひながら」の句を詠んでいる。正徳年間の検地帳によれば栽培地は八代郡上岩崎、下岩崎、山梨郡勝沼村、菱山村のごく限られた地域であったが、江戸など都市部を市場としてぶどうや加工品が生産され、甲州街道を通じて荷駄で江戸へ搬送された。江戸後期には栽培地が甲府近郊に拡大し、明治には殖産興業により産業化する。
ヨーロッパ式の栽培法や醸造法により甲州ワインの品質を向上させる試みが続けられている。2004年から始まった｢甲州ワインプロジェクト｣ではフランスの醸造専門家ドゥニ・デュブルデューの指導により2004年に白ワイン「KOSHU」が完成し、日本料理に合うワインとしてロバート・パーカーから高い評価を得た。その他にもメルシャン勝沼ワイナリーの「甲州きいろ香」もパーカーから高く評価されている。
2010年6月に日本固有のぶどうとして初めて国際ぶどう・ぶどう酒機構（OIV）に品種登録された。これにより、ワインラベルに「Koshu」と記載して欧州連合（EU）へ輸出することが可能となった。日本以外では唯一、ドイツのラインガウに導入されている。

## 性質と研究
房はやや長く、果実は中くらい、藤色または明るいえび茶色で、「灰色ぶどう」と呼ばれる色合いである。果粒は大きく、酸味にも果実味にも突出した個性がないとされる。果皮がピンク色であるため、果皮から香りの成分を多く抽出しようとすると特有のえぐみが溶け出す。えぐみやボディの弱さを隠すために甘口に仕立てる生産者が多かった。近年には甲州種の新たな可能性に挑戦する試みが行われている。
2004年の米国カリフォルニア大学デービス校ファンデーション・プラント・サーヴィス（DPS）による分析で、日本に多い米国種（Vitis labrusca）ではなく欧州種（V. vinifera）の交配品種であることが明らかとなった。さらに酒類総合研究所の研究により、甲州は欧州種の中でも中国の「竜眼」などの東洋系欧州種のグループに属し、西洋系品種とは違う系統であることも明らかとされている。2013年に酒類総合研究所によるDNA解析の結果、ヨーロッパブドウ（V. vinifera）と中国の野生ブドウ（V. davidii）が交雑したものが、さらにヨーロッパブドウと交配した品種である可能性が高いことが発表された。また、甲州は竜眼の実生ではないかとする説もあったが、実際は東洋系欧州種の中でも竜眼や和田紅よりも野生種に近い品種であることが報告されている。
東京農業大学と山梨大学の研究グループがゲノム解読を完了している。

## 利用
明治時代以前は生食専用であったが、1879年（明治12年）に甲州を原料としたワインの醸造が行われると、ワイン用の葡萄も栽培されるようになっていった。